# 粗齿大茨藻
粗齿大茨藻（学名：Najas marina var. grossedentata）是水鳖科茨藻属的变种。属中国原产的植物（非从国外引种）。